# Ron Smith
Ron Smith, diminutivo di Ronald Arthur Smith (Londra, 5 maggio 1949) è un allenatore di calcio ed ex calciatore inglese, di ruolo centrocampista.

## Carriera

### Giocatore
Dopo una breve militanza nelle giovanili del Tottenham tra il 1968 ed il 1971 ha giocato a livello dilettantistico con la squadra del Borough Road College. Successivamente ha trascorso le stagioni 1971-1972 giocando a livello semiprofessionistico rispettivamente con le maglie di Kingstonian e Southall. Dal 1974 al 1975 ha invece giocato da professionista nella prima divisione australiana con il South Melbourne.

### Allenatore
Ha iniziato ad allenare nel 1975, con il ruolo di vice allenatore della nazionale australiana, che ha mantenuto fino al 1978; nel 1979 ha invece allenato il Keflavík, club della prima divisione islandese. In seguito tra il 1986 ed il 1995 ha allenato all'Australian Institute of Sport, dove dal 1982 al 1986 aveva in precedenza allenato come vice.
Tra il 1995 ed il 1999 ha allenato nella prima divisione malese: in particolare, dal 1995 al 1997 ha guidato il Sabah (con cui nel 1996 ha anche vinto il campionato, per la prima volta nella storia del club), mentre dal 1998 al 1999 ha allenato il Johor Darul Ta'zim. Successivamente, tra il 1999 ed il 2002 ha lavorato come direttore tecnico della nazionale malese, coordinando l'attività delle varie nazionali (maggiore e giovanili). Ha poi lasciato il Paese asiatico per trascorrere la stagione 2003-2004 nello staff tecnico del Liverpool, nella prima divisione inglese. Nel 2005 è invece per un breve periodo stato allenatore ad interim della nazionale australiana; successivamente, dal 2006 al 2007 ha allenato il Perth Glory, club della prima divisione australiana. Dal 2007 al 2008 ha poi lavorato come vice nella nazionale australiana Under-23, per poi tornare fino al 2009 in nazionale maggiore, con un ruolo di consulente. Successivamente nel 2010 ha lavorato come collaboratore tecnico al Sydney Olympic, nella seconda divisione australiana. Infine, nel 2014 ha allenato il Sri Pahang, nella prima divisione malese.

## Palmarès

### Giocatore

#### Competizioni nazionali
- Victorian Premier League: 1

South Melbourne: 1974

### Allenatore

#### Competizioni nazionali
- Campionato malaysiano: 1

Sabah: 1996